# Салийчук, Александр Вячеславович
Александр Вячеславович Салийчук (укр. Олександр В'ячеславович Салійчук; род. 25 февраля 1987 года, Здолбунов, Ровненская область) — украинский предприниматель, общественный деятель.
Народный депутат Украины IX созыва.

## Биография
Окончил экономический факультет Львовского государственного аграрного университета.
Салийчук является членом общественной организации «Время-Действий».
Совладелец и директор ООО «Первая мясная хата» ТМ «Гощанские колбасы».
Он занимал должность заместителя директора «Мизочпродукт», был совладельцем ТМ «Малиновские колбасы».

## Политическая деятельность
Официальный представитель кандидата на пост Президента Украины Владимира Зеленского на выборах 2019 года в Ровненской области.
Кандидат в народные депутаты от партии «Слуга народа» на парламентских выборах 2019 года, № 79 в списке. На время выборов: директор ООО «Первая мясная хата» ТМ «Гощанские колбасы», беспартийный. Проживает в городе Ровно.
Член Комитета Верховной Рады по вопросам аграрной и земельной политики.